# Donja Višnjica
Donja Višnjica is een plaats in de gemeente Lepoglava in de Kroatische provincie Varaždin. De plaats telt 549 inwoners (2001).